# Поліна Скляр-Отава
Поліна Скляр-Отава (1899 — 1959) — українська актриса, дружина актора і сценариста Костянтина Кошевського (Скляра).

## З життєпису
З 1924 р. працювала в театрі ім. І. Франка в Харкові, згодом — у Києві. Створила сценічні образи: героїні в п'єсі «Ділок» (В. Газенклевера, 1927), Валі («Платон Кречет» О. Корнійчука, 1934), Любові («Останні» М. Горького, 1937) та ін.
Знялась у фільмах: «Звенигора» (1927, Оксана і Роксана), «Джіммі Хіггінс» (1928, Мабель Сміт), «За стіною» (1928, Клава Славатинська)